# Trioceros hoehnelii
Trioceros hoehnelii là một loài thằn lằn trong họ Chamaeleonidae. Loài này được Steindachner mô tả khoa học đầu tiên năm 1891.